# Xanca bicolor
La xanca bicolor (Grallaria rufocinerea) és una espècie d'ocell de la família dels gral·làrids (Grallariidae).

## Hàbitat i distribució
Viu a la selva pluvial dels Andes del centre de Colòmbia.